# Upperlands
Upperlands (Iers: Áth an Phoirt Leathain) is een plaats in het Noord-Ierse County Londonderry.

## Geboren
- Wendy Houvenaghel (27 november 1974), wielrenster

Arghadowey · Ballykelly · Ballymaguigan · Ballyronan · Bellagy · Castledawson · Coleraine · Derry · Draperstown · Dumananagh · Dungiven · Eglinton · Feeny · Garvagh · Kilrea · Lavey · Limavady · Maghera · Magherafelt · Moneymore · Portstewart · Traad · Upperlands